# Prémio José de Figueiredo
O Prémio José de Figueiredo foi um prémio criado pela Academia Nacional das Belas-Artes em homenagem ao seu primeiro director José de Figueiredo.
O prémio destinava-se a distinguir os melhores livros publicados em Portugal sobre arte e património.

## Obras distinguidas[1]
- 1940 — Em Redor dos Presépios Portugueses de Diogo de Macedo
- 1941 — Columbano de Luís Varela Aldemira
- 1942 — Porcelanas Chinesas do Séculos XVI, com Inscrições em Português de Luís Keil
- 1943 — Monuments de Españoles en Roma et de Portugueses et Hispano-Americanos de D. Elias Tormo
- 1944 — Um Século de Pintura e Escultura em Portugal de Fernando de Pamplona
- 1946 — Os Azulejos do Paço de Vila Viçosa de j. M. dos Santos Simões
- 1948 — Os Paços Reais da Vila de Sintra de Raul Lino
- 1949 — Porcelana Artística Portuguesa de Vasco Valente
- 1952
  - — O Estilo Manuelino de Reynaldo dos Santos
  - — El-Rei D. Fernando II Artista de Ernesto Soares
  - — Cadeiras Portuguesas de Augusto Cardoso Pinto e j. F. da Silva Nascimento
- 1953 — Obras Primas da Pintura Flamenga dos Séculos XV e XVI em Portugal de Luís Reis dos Santos
- 1954 — Vieira Portuense de Carlos de Passos
- 1956 — A Expansão da Arquitectura Borgonhesa e os Mosteiros de Cister em Portugal de Artur Nobre de Gusmão
- 1959
  - — Dicionário de Pintores e Escultores de Fernando de Pamplona
  - — Carreaux Céramiques Hollandais au Portugal et en Espagne de J. M. dos Santos Simões
- 1960 — Dom João V e a Arte do seu Tempo de Ayres de Carvalho
- 1963
  - — Aleijadinho et la Sculpture Baroque au Brésil de Germain Bazin
  - — A Talha em Portugal de Robert Smith
- 1966 — O Móvel Pintado em Portugal de Artur de Sandão
- 1984
- — Chave da pintura de Amadeu de Fernando de Pamplona
- 1989 — Betão : a idade da descoberta de Carlos Antero Ferreira[2]
- 2010 — O Desenho das Termas. História da Arquitectura Termal Portuguesa, de Helena Gonçalves Pinto e Jorge Mangorrinha